# Microphysogobio
Microphysogobio, rod slatkovodnih riba iz porodice šarana ili ciprinida iz istočne Azije. Sastoji se od zasada 25 priznatih i opisanih vrsta. Tipična vrsta je M. brevirostris.
Posljednja otkrivena vrsta (2012) je M. nudiventris iz kineske provincije Hubei u bazenu Chang-Jiang.
1. Microphysogobio alticorpus Bănărescu & Nalbant, 1968
2. Microphysogobio amurensis (Taranetz, 1937)
3. Microphysogobio anudarini Holcík & Pivnicka, 1969
4. Microphysogobio brevirostris (Günther, 1868)
5. Microphysogobio chinssuensis (Nichols, 1926)
6. Microphysogobio elongatus (Yao & Yang, 1977)
7. Microphysogobio fukiensis (Nichols, 1926)
8. Microphysogobio hsinglungshanensis Mori, 1934
9. Microphysogobio jeoni Kim & Yang, 1999
10. Microphysogobio kachekensis (Oshima, 1926)
11. Microphysogobio kiatingensis (Wu, 1930)
12. Microphysogobio koreensis Mori, 1935
13. Microphysogobio labeoides (Nichols & Pope, 1927)
14. Microphysogobio linghensis Xie, 1986
15. Microphysogobio longidorsalis Mori, 1935
16. Microphysogobio microstomus Yue, 1995
17. Microphysogobio nudiventris Jiang, Gao & Zhang, 2012
18. Microphysogobio pseudoelongatus Zhao & Zhang, 2001
19. Microphysogobio rapidus Chae & Yang, 1999
20. Microphysogobio tafangensis (Wang, 1935)
21. Microphysogobio tungtingensis (Nichols, 1926)
22. Microphysogobio vietnamica Mai, 1978
23. Microphysogobio wulonghensis Xing, Zhao, Tang & Zhang, 2011
24. Microphysogobio yaluensis (Mori, 1928)
25. Microphysogobio yunnanensis (Yao & Yang, 1977)